# Premià de Mar
Premià de Mar (em catalão e oficialmente) ou Premiá de Mar (em castelhano) é um município da Espanha, na comarca do Maresme, província de Barcelona, comunidade autónoma da Catalunha. Tem 1,96 km² de área e em 2021 tinha 28 523 habitantes (densidade: 14 552,6 hab./km²).